# Dorin Rotariu
Dorin Rotariu (n. 29 iulie 1995, Jimbolia, Timiș, România) este un fotbalist român liber de contract, care joacă pe post de mijlocaș lateral. Pe plan internațional, are prezențe la națională pentru România Sub-21, România Sub-19 și România.
Antrenorul Cristian Dulca de la naționala română de juniori considera în 2015 că „principala sa calitate este controlul bun al balonului în regim de viteză, avansează foarte bine și caută spațiile.”

## Cariera de club

### Dinamo
Dorin Rotariu și-a început cariera de jucător profesionist în Liga 1, la Dinamo București, club la care a fost împrumutat de către ACS Poli Timișoara în septembrie 2012. Antrenorul echipei timișorene, Valentin Velcea, a vrut să îl păstreze, însă Rotariu a ales Dinamo, întrucât aici jucau mai mulți coechipieri de la naționala Under-19. El a debutat în prima divizie în martie 2013, împotriva echipei Concordiei Chiajna. La momentul meciului, acesta avea 17 ani și 8 luni.
În vara anului 2013, a expirat împrumutul său la Dinamo, precum și contractul său cu ACS Poli. Astfel, Rotariu a devenit jucător liber de contract. FC Vaslui a încercat să îl convingă să semneze cu ei, prin intermediul unchiului său, Iosif Rotariu, care era assistant managerul echipei. Totuși, el a semnat un contract pentru 6 sezoane cu Dinamo București.
Primul său gol pentru Dinamo a fost marcat chiar într-un meci cu FC Vaslui, încheiat cu scorul de 2-0. Pe 11 august 2013, Rotariu a marcat în „Eternul derby” contra echipei Steaua București. După scurt timp, pe 23 august, acesta înscrie pentru a treia oară în tricoul dinamovist în victoria 6-0 împotriva celor de la Universitatea Cluj.

## Carieră internațională
Rotariu a fost chemat la selecționata de seniori a României la meciul împotriva Muntenegrului în august 2016. A debutat în echipa națională în meciul din deplasare din 8 octombrie 2016 împotriva Armeniei, câștigat cu 5-0, fiind introdus în minutul 67 în locul lui Alexandru Chipciu.

## Palmares
Dinamo București
- Cupa României
  - Finalistă: 2015-2016
- Cupa Ligii 2016-2017

## Viață personală
Dorin Rotariu este nepotul fostului internațional român Iosif Rotariu.

## Legături externe
- Profil oficial pe site-ul clubului Arhivat în 16 februarie 2014, la Wayback Machine.
- Profil Soccerway
- Profil Transfermarkt